# Procidosa
Procidosa là một chi bướm ngày thuộc họ Bướm nâu.